# Ignacio Macaya
Ignacio Macaya, né le 2 décembre 1933 à Barcelone et mort le 5 septembre 2006 dans la même ville, est un joueur espagnol de hockey sur gazon.

## Carrière
Ignacio Macaya a fait partie de la sélection espagnole de hockey sur gazon médaillée de bronze aux Jeux olympiques d'été de 1960 à Rome.